# Лангенхан, Макс
Макс Лангенхан (нем. Max Langenhan; род. 21 февраля 1999, Фридрихрода, Тюрингия) — немецкий саночник, шестикратный чемпион мира и чемпион Европы. Участник зимних Олимпийских игр 2022 года в Пекине.

## Биография
Родился в городе Фридрихрода в Германии. В январе 2015 года дебютировал на международном уровне, на молодёжном этапе Кубка мира. В ноябре 2018 года впервые в карьере вышел на старт этапа Кубка мира, который проходил в Инсбруке, занял 12-е место. 
В сезоне 2020/21 годов он впервые в истории финишировал на подиуме этапа Кубка мира в одиночной гонке на трассе Альтенберг. На спринтерской гонке в Винтерберге он отпраздновал первую победу в Кубке мира. На чемпионате мира по санному спорту 2021 года в Кенигсзее он едва не поднялся на пьедестал почета, заняв четвертое место.
Принимал участие в зимних Олимпийских играх в Пекине (2022), где по сумме четырёх спусков занял 6-е место в одиночках. 
На чемпионате мира по санному спорту 2023 года в Оберхофе Лангенхан выиграла титул в командной эстафете, серебряную медаль в индивидуальной гонке и бронзу в спринте.
Сезон Кубка мира по санному спорту 2023/24 годов Лангенхан начал с четырёх побед в одиночках. 
На чемпионате мира 2025 года в Канаде, Макс в новой дисциплине - одиночный микст в паре с Юлией Таубиц завоевал золотую медаль. Через день в одиночном спуске у мужчин и в эстафете стал победителем, завоевал пятую и шестую золотую медаль чемпионатов мира в карьере. 